# Mikkel Hansen
Mikkel Hansen (* 22. Oktober 1987 in Helsingør) ist ein ehemaliger dänischer Handballspieler. Er wurde zum Welthandballer der Jahre 2011, 2015 und 2018 gewählt. Nur ihm und seinem ehemaligen langjährigen Pariser Teamkameraden Nikola Karabatić wurde diese Auszeichnung dreimal verliehen.

## Karriere

### Im Verein
Hansen begann das Handballspielen in seiner Geburtsstadt bei Helsingør IF. Anschließend gelangte er über Virum-Sorgenfri HK zu GOG Svendborg TGI, mit dem er 2007 die dänische Meisterschaft gewann. Im Sommer 2008 wechselte der Rechtshänder zum spanischen Verein FC Barcelona. Mit Barcelona wurde er zweimal Zweiter in der Liga Asobal und stand 2010 im Finale der EHF Champions League. Anschließend unterzeichnete Hansen einen Vertrag bei AG København (AGK). Mit AG København gewann er 2011 und 2012 die Meisterschaft. Nach der Insolvenz von AGK im Sommer 2012 schloss er sich dem französischen Verein Paris Saint-Germain an. Mit Paris gewann er 2013, 2015, 2016, 2017, 2018, 2019, 2020, 2021 und 2022 die Meisterschaft sowie 2014, 2015, 2018 und 2021 den französischen Pokal. Für die Hauptstädter erzielte er 1301 Tore in 226 Ligaspielen. Aufgrund einer Lungenembolie als Komplikation einer Operation am Knie fiel er ab März 2022 für mehrere Monate aus.
Im Sommer 2022 wechselte er zum dänischen Erstligisten Aalborg Håndbold. Zu Beginn der Saison 2022/23 gewann er mit Aalborg den dänischen Supercup, dabei kam er jedoch noch nicht zum Einsatz. In der EHF Champions League 2022/23 erzielte Hansen am 15. September 2022 sein 1000. Tor. Nach der Weltmeisterschaft 2023 im Januar pausierte Hansen wegen Stresssymptomen. Nach der Saison 2023/24 beendete er seine Karriere.

### In der Nationalmannschaft

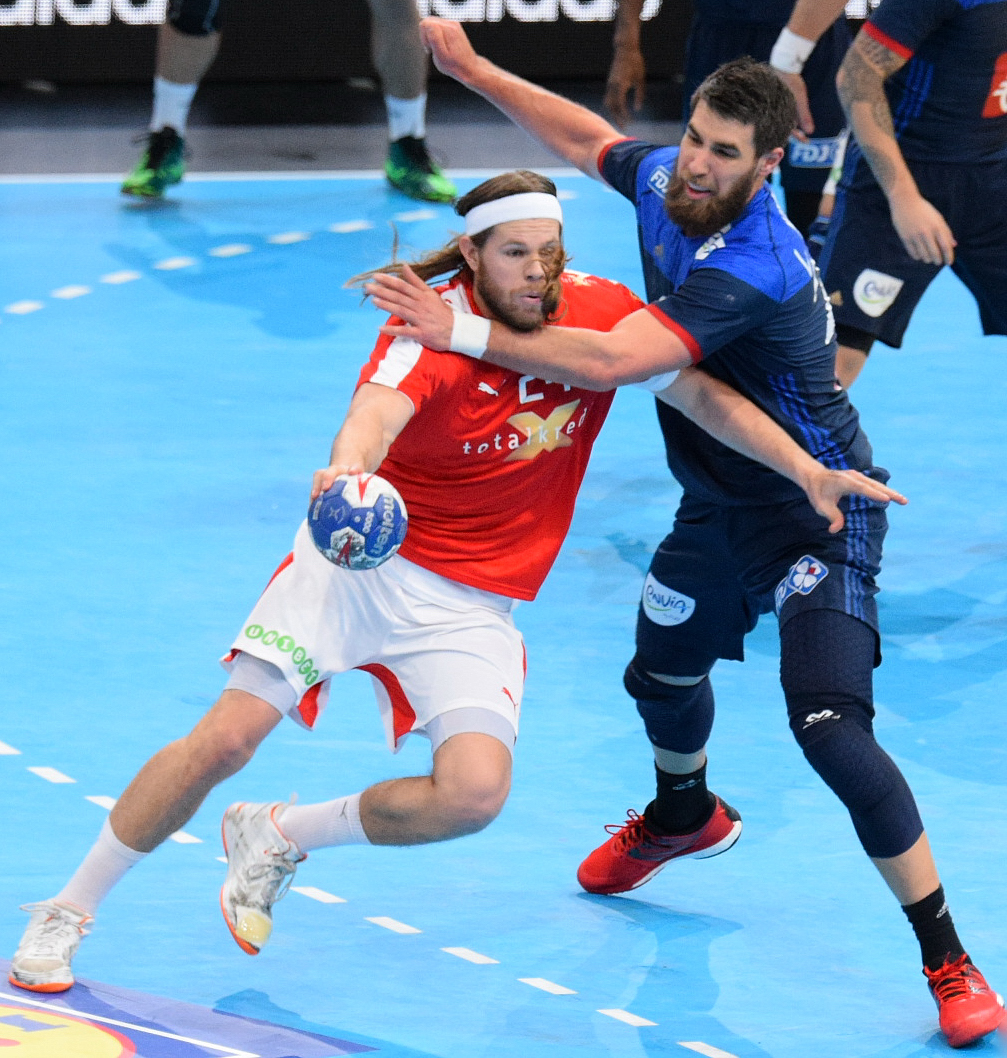
Mikkel Hansen im Zweikampf mit Luka Karabatic

Hansen gab am 5. Juni 2007 sein Debüt in der dänischen Nationalmannschaft, für die sein Vater Flemming Hansen ebenfalls aktiv gewesen war. Der Rückraumspieler reiste als Reservespieler zu den Olympischen Spielen 2008 und rückte nach einem krankheitsbedingten Ausfall von Michael V. Knudsen in den Kader der dänischen Auswahl. Im Gruppenspiel gegen Russland erzielte er in letzter Sekunde den entscheidenden 25:24-Siegtreffer per direktem Freiwurf.
Bei der Weltmeisterschaft 2011 belegte Hansen mit der dänischen Auswahl den zweiten Platz. Mit 68 Treffern wurde er Torschützenkönig des Turniers und in das All-Star-Team berufen. In jenem Jahr wurde er außerdem zum Welthandballer gewählt. 2012 triumphierte er mit Dänemark bei der Europameisterschaft. Auch hier gehörte er als bester linker Rückraumspieler zum All-Star-Team. Im Sommer schied er bei den Olympischen Spielen 2012 in London mit der dänischen Mannschaft im Viertelfinale aus. Bei der Weltmeisterschaft 2013 wurde er mit seinem Team erneut Zweiter und außerdem zum besten Spieler (MVP) ernannt. Bei der Europameisterschaft 2014 im eigenen Land wurde er erneut Zweiter und zusätzlich ins All-Star-Team gewählt. Bei den Olympischen Spielen 2016 in Rio de Janeiro gewann er die Goldmedaille, wurde erneut in das All-Star-Team berufen und zusätzlich zum besten Spieler gewählt. Bei der Weltmeisterschaft 2019 gewann Hansen mit Dänemark den Titel. Mit 72 Treffern belegte er den ersten Platz in der Torschützenliste und wurde zusätzlich zum MVP gewählt. Bei der Weltmeisterschaft 2021 wiederholte er den Titelgewinn und wurde erneut zum besten Spieler des Turniers gewählt. Im Viertelfinale gegen Gastgeber Ägypten erhielt er Sekunden vor Ende der ersten Verlängerung beim Stand von 34:33 eine Rote Karte nach Videobeweis, da er die Ausführung des gegnerischen Freiwurfs durch Wegwerfen des Balles verhindert hatte. Mit insgesamt 319 Weltmeisterschafts-Toren gehört er zu den erfolgreichsten Torschützen. Mit Dänemark gewann er bei den Olympischen Spielen 2020 in Tokio 2021 die Silbermedaille. Mit 61 Toren, den meisten je bei einem olympischen Turnier erzielten, wurde er Torschützenkönig. Zudem verbesserte er den Rekord von Yoon Kyung-shin (127) in der ewigen Torschützenliste auf 165. Am Turnierende wurde er in das All-Star-Team gewählt. Bei der Europameisterschaft 2022 gewann er mit Dänemark die Bronzemedaille, zudem wurde er mit 48 Toren zweitbester Schütze des Turniers und erneut ins All-Star-Team berufen. Bei der Weltmeisterschaft 2023 gewann er seinen dritten WM-Titel. Bei der Europameisterschaft 2024 erzielte er 35 Tore in acht Spielen. Im Finale, das Dänemark mit 31:33 nach Verlängerung gegen Frankreich verlor, warf er neun Tore und überbot damit den erst im Turnierverlauf aufgestellten Rekord von 295 Toren bei Europameisterschaften von Nikola Karabatić um einen Treffer. Bei seinem letzten Turnier mit der dänischen Auswahl gewann er die Goldmedaille bei den Olympischen Spielen 2024 in Paris.

## Erfolge

### Verein
- Dänischer Meister 2007, 2011, 2012, 2024
- Dänischer Supercupsieger 2022
- Französischer Meister 2013, 2015, 2016, 2017, 2018, 2019, 2020, 2021, 2022
- Französischer Pokalsieger 2014, 2015, 2018, 2021, 2022
- Französischer Ligapokalsieger 2017, 2018, 2019
- Spanischer Pokalsieger 2009, 2010
- Finalteilnehmer Champions League 2010, 2017 und 2024

### Nationalmannschaft
- Olympiasieger 2016, 2024
- Olympiasilber 2020
- Europameister 2012
- Silber bei den Europameisterschaften 2014 und 2024
- Bronze bei der Europameisterschaft 2022
- Weltmeister 2019, 2021, 2023
- Vizeweltmeister 2011, 2013
- Rekordtorschütze bei Europameisterschaften mit 296 Toren
- Rekordtorschütze bei Weltmeisterschaften mit 351 Toren
- Rekordtorschütze bei Olympischen Spielen mit 165 Toren

### Auszeichnungen
- Welthandballer 2011, 2015, 2018
- All-Star-Team WM 2011, EM 2012, EM 2014, Olympische Spiele 2016, Olympische Spiele 2020, WM 2021, Europameisterschaft 2022
- „Most Valuable Player“ WM 2013, Olympische Spiele 2016, WM 2019, WM 2021
- Dänemarks Nationalspieler des Jahres 2009, 2011, 2012[22]
- In den Jahren 2008, 2010, 2011, 2015, 2016 und 2019 wurde er zu Dänemarks Handballer der Jahres gewählt.[23]

## Privates
Mit seiner Ehefrau hat er zwei gemeinsame Söhne.